# Пилон (роман)
«Пило́н» (англ. Pylon) — роман американского писателя Уильяма Фолкнера, опубликованный в 1935 году и рассказывающий о драматичной встрече газетного репортёра с группой авиаторов — участников авиашоу. Действие романа происходит в основном в вымышленном городе Нью-Валуа штата Франсиана, прототипом которого послужил Новый Орлеан. Один из пяти романов Фолкнера, не относящихся к «йокнапатофскому циклу», к которому принадлежит основная часть его больших произведений.
В русском переводе роман впервые опубликован в 2002 году издательством «Текст».

## История
Идея романа пришла в голову Фолкнеру, который и сам мог управлять самолётом, во время посещения авиашоу в Новом Орлеане, где погиб один из участников. Это было в 1934 году, и в конце года роман уже был написан. Фолкнер писал издателю:
Нью-Валуа — это  лишь  слегка  замаскированный  Новый  Орлеан.  Аэропорт «Файнман» — это аэропорт «Шушан»,  названный так в честь местного политического деятеля. Но на  этом  соответствия и кончаются... Все события «Пилона» вымышлены...
Роман был опубликован в 25 марта 1935 года. Первые отзывы критиков были в основном прохладными. По иронии судьбы, 10 ноября того же года младший брат Фолкнера Дин и три пассажира разбились при полёте на биплане, ранее принадлежавшем писателю. Смерть брата была особенно тяжела для Фолкнера, поскольку это он «заразил» Дина и других своих братьев страстью к полётам, и до этого они вместе участвовали в местных авиашоу.

## Сюжет
Действие происходит на протяжении пяти дней в феврале 1935 года, в конце недели празднования Марди Гра. В честь открытия нового аэропорта, построенного рядом с Нью-Валуа, на территории аэропорта проходит трёхдневное авиашоу — самолётные гонки, показательные прыжки с парашютом, воздушная акробатика. Гонки проходят на пространстве, границы которого отмечены специальными вышками, которые огибают самолёты, — именно эти вышки называются «пилонами».
В четверг репортёр местной газеты (его фамилия не названа) знакомится на открытии авиашоу с участниками самолётных гонок, приехавшими издалека. Это пилот Роджер Шуман, парашютист Джек Холмс, молодая женщина по имени Лаверна, которая является гражданской женой их обоих и от кого-то из них имеет сына, а также механик Джиггс. Все они ведут полунищенское существование, их достаток зависит от заработков на подобных авиашоу. Шуман, хотя и выступает на самолёте устаревшей конструкции, занимает в гонке второе место, однако причитающиесмя ему деньги обещают выдать только в субботу. Репортёр, сам давно погрязший в долгах, проникается симпатией к этой компании и решает помочь им, приводя на ночлег к себе в квартиру. Однако, напившись, сам он выходит из дома без ключа и проводит ночь на улице.
На следующий день Шуман вновь участвует в гонке, однако его самолёт теряет управление и при вынужденной посадке переворачивается. Надежды заработать денег в третий день гонок тают, поскольку самолёт сильно повреждён. Репортёр пытается достать для Шумана новый самолёт у своего знакомого, местного авиатора Мэтта Орда, однако тот отказывается, поскольку этот самолёт ненадёжен. Тем не менее, репортёр ночью оформляет вексель на пять тысяч долларов и забирает самолёт Орда из ангара, говоря, что он купил его. В субботу, в третий день гонок, Орд пытается воспрепятствовать участию Шумана в гонке на этом самолёте, однако устроители авиашоу не хотят терять участника и допускают Шумана. В ходе гонки Шуман имеет шансы выиграть гонку (и крупную сумму денег), однако гибнет, когда его самолёт разваливается в воздухе и падает в озеро.
Поиски тела Шумана не приносят результата. В воскресенье Холмс даёт репортёру деньги на похороны Шумана, если того найдут. Сам же Холмс и Лаверна с мальчиком собираются уехать, как и Джиггс, которого берут в другой экипаж. Репортёр занимает деньги у редактора газеты и, добавив сумму, данную ему на похороны, кладёт 175 долларов в игрушечный самолётик, который Джиггс дарит мальчику. Лаверна оставляет мальчика на воспитание отцу Шумана, пожилому врачу в штате Огайо. Старик находит в самолётике деньги, но, считая, что они были заработаны Лаверной недостойным путём, сжигает их. Репортёр пишет для газеты некролог Шумана и оставляет редактору записку о том, что уходит в запой.

## Действующие лица
- Репортёр городской газеты, посланный освещать авиашоу, где он знакомится с Лаверной и её спутниками — очень высокий и худой, болезненного вида (в романе неоднократно сравнивается с трупом), сильно пьющий; имеет необычную фамилию, которая однако не названа; упоминается, что ему 28 лет
- Роджер Шуман — лётчик, выступающий в самолётных гонках, гражданский (затем официальный) муж Лаверны и возможный отец Джека; погибает в одной из гонок
- Лаверна Шуман — гражданская жена Роджера Шумана (с которым затем вступает в брак) и Джека Холмса, иногда выступает на авиашоу в прыжках с парашютом
- Джек Холмс — парашютист, работающий с Роджером Шуманом, гражданский муж Лаверны и возможный отец Джека Шумана
- Джиггс — механик Шумана, после его смерти устраивается парашютистом к другому пилоту
- Мэтт Орд — бывший знаменитый лётчик, ныне владелец авиационной компании; пытается запретить Шуману полёт на самолёте, на котором сам Орд однажды чуть не разбился из-за неполадок с управлением
- Хагуд — редактор городской газеты, где работает репортёр; увольняет репортёра за его чрезмерный интерес к личной жизни авиаторов, однако затем принимает его обратно и неоднократно даёт ему деньги в долг
- Джек Шуман — шестилетний сын Лаверны от Шумана либо Холмса, получивший фамилию от первого и имя от второго
- Карл Шуман — отец Роджера Шумана, пожилой провинциальный врач; принимает на воспитание Джека Шумана при условии, что Лаверна не будет пытаться увидеться с сыном

## Критика
«Пилон» не относится к наиболее удачным произведениям писателя. По мнению советского литературоведа Н. А. Анастасьева, роман «почти  лишен  той энергии самодвижения, какой насыщены лучшие  книги  Фолкнера, явственно ощущается авторское усилие, даже насилие: воля персонажей подавляется, они превращены в манекены, в аргумент тезиса».
В интервью перед публикацией русского перевода романа директор издательства «Текст» О. М. Либкин отметил: «Мне говорят: “Это не лучший роман Фолкнера”. Я отвечаю: “Да, знаю, но как весь Толстой должен быть переведен на английский, так весь Фолкнер должен быть переведен на русский”».
Н. А. Анастасьев считает, что в романе выражена «старая  фолкнеровская  идея,  старая  его  боль: между человеком и природой,  между  человеком и человеком всё время воздвигаются искусственные преграды,  разрушающие  саму  возможность  живого и непринужденного диалога. Словно  в  насмешку  эти  преграды называют Прогрессом». В «Пилоне» ярко проявилась «заветная  мысль  самого  автора,  который,  в  конечном итоге, видит причины страданий  и  гибели  персонажей  вовсе  не  в  безденежье, толкнувшем их на авантюру,  но  в  том,  что  они  изменили  естеству  земли,  связали себя с машиной,  всё  с  тем  же ненавистным прогрессом (здесь еще и личное чувство было:  один  из  братьев  писателя, летчик, погиб при испытании новой модели самолета,  в  тех  же примерно краях, в которых происходит действие романа — под  Новым Орлеаном)».
Критики отмечали также, что по своей сложной, многослойной структуре роман перекликается с такими классическими произведениями модернизма, как роман «Улисс» Джойса и поэмы «Бесплодная земля» и «Песнь любви Дж. А. Пруфрока» Томаса Элиота. Непосредственная отсылка к последнему произведению есть в романе — одна  из глав носит название «Песнь любви Дж. А. Пруфрока».

## Экранизации
В 1958 году вышел американский фильм «Запятнанные ангелы», снятый по мотивам романа Дугласом Сирком. Сценаристом фильма был не Фолкнер, и сюжет и атмосфера фильма значительно отличаются от романа.

## Издания на русском языке
- Уильям Фолкнер. Пилон / Пер. с англ. Л. Мотылёва. М.: Текст, 2002. — 363 с. ISBN 5-7516-0307-9